# Atropoides nummifer
Pour les articles homonymes, voir Atropos (homonymie).
Espèce
Synonymes
- Atropos nummifer Rüppell, 1845
- Bothrops nummifer (Rüppell, 1845)
- Trimeresurus nummifer (Rüppell, 1845)

Statut de conservation UICN

 LC  : Préoccupation mineure
Atropoides nummifer ou vipère sauteuse est une espèce de serpents de la famille des Viperidae.

## Répartition

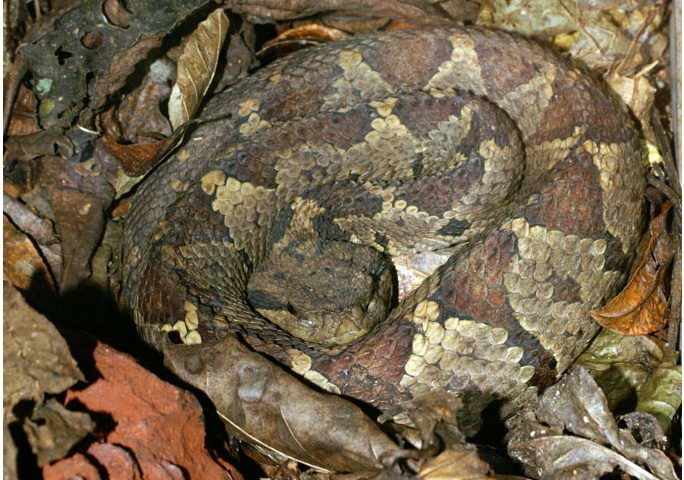

Cette espèce se rencontre en Amérique centrale.

## Description
C'est un serpent venimeux qui atteint environ 80 cm, bien que les plus grands spécimens puissent approcher les 120 cm.

## Publication originale
- Rüppell, 1845 : Verzeichnis der in dem Museum der Senckenbergischen naturforschenden Gesellschaft aufgestellten Sammlungen. Dritte Abteilung: Amphibien. Museum Senckenbergianum, vol. 3, n. 3, p. 293-316.